# Великий Кайман
Великий Кайман (англ. Grand Cayman) — найбільший з трьох Кайманових островів, на якому розташована столиця, місто Джорджтаун. Площа — 196 км ². Являє собою піднесений риф, найвища точка якого 24 м над рівнем моря. На острові відсутні природні джерела прісної води у вигляді озер, річок і т. і., тому питну воду отримують переважно опрісненням морської води. Відсутність річок на Великому Каймані пояснює виняткову прозорість морської води, яка омиває береги острова. 
Великий Кайман значно постраждав від урагану Іван, який тривав з 11 по 12 вересня 2004 року. Було зруйновано до 80% всіх споруд острова. Епіцентр урагану Іван проходив на південний захід від острову, внаслідок чого була зруйнована найрозвиненіша туристична зона Seven Mile Beach на західному узбережжі Великого Кайману. 
Значна частина населення Великого Каймана проживає на західному узбережжі острова, де розташоване місто Джорджтаун і Міжнародний аеропорт ім. Оуена Робертса.

## Економіка
Економіка острова значною мірою залежить від туризму, дохід від якого становить до 75% ВВП. На острові Великий Кайман є велика кількість готелів. Прибережні води багаті рибою і рифами, тому там дуже популярний дайвінг. 
В окрузі Вест-Бей розташована ферма з розведення зелених морських черепах, м'ясо яких високо цінується за кордоном. У цьому ж окрузі розташована вапнякова формація Хелл. 

## Туризм
Одне з популярних місць на острові - місто Стингрей-Сіті, названий на честь ската (англ. stingray). Пов'язано це з тим, що в обмілинах, що знаходяться недалеко від міста, живе велика кількість цього виду ската. 
У південному окрузі Боддентауна, другого найбільшого міста Кайманових островів і колишньої столиці, розташований історичний будинок Педро Джеймса, який вважається родоначальником демократичного ладу на Кайманових островах. Пам'ятник цій людині - найстаріша кам'яна споруда на Великому Каймані.